# 라인강의 철십자
《라인강의 철십자》는 제2차 세계대전을 일으킨 아돌프 히틀러를 우연히 추종하게 된 알버트 스피어의 자서전을 영화화한 작품이며, 그는 평번한 건축가에서 각료의 자리까지 올랐다가 종전 후 전범으로 스페다우 형무소에서 20년을 보내며 기록한 전쟁의 이면사다.

## MBC 방영

### 개요
MBC에서 1983년 6월 27일부터 1983년 7월 4일까지 방영된 특선외화 시리즈이다. 전작 《야망의 25시》가 외압의혹을 받으며 갑작스럽게 끝나게 되자 후속 준비가 안 된 상태에서 긴급 편성되었다.

### 회차별 부제
| 회차  | 방송 일자       | 부제                  |
| ----- | --------------- | --------------------- |
| 제1부 | 1983년 6월 27일 | 그 이름 아돌프 히틀러 |
| 제2부 | 1983년 6월 28일 | 화려한 등장           |
| 제3부 | 1983년 6월 29일 | 갈색제복의 대행진     |
| 제4부 | 1983년 7월 4일  | 불뿜는 전선           |
| 제5부 | 1983년 7월 4일  | 지하의 총성           |